# Murray Adaskin
Murray Adaskin, né le 28 mars 1906 à Toronto et mort le 6 mai 2002 à Victoria en Colombie-Britannique, est un violoniste, compositeur, chef d'orchestre et pédagogue canadien.

## Biographie
Né à Toronto, Ontario, de parents immigrants juifs lettons qui ont élevé leurs quatre enfants à devenir des enfants persévérants. Adaskin a étudié le violon avec Alexander Chuhaldin (en) au Conservatoire royal de musique de Toronto. Il a commencé sa carrière en jouant du violon dans les présentations de films muets dans sa ville natale. Par la suite, il a été violoniste à l'Orchestre symphonique de Toronto de 1923 à 1936. Il a épousé sa première épouse, la soprano Frances James (en), à cette époque. De 1938 à 1952, il était avec le trio Royal York Hotel.
En 38 ans, il a étudié pendant sept ans avec John Weinzweig pour devenir compositeur. Il a également étudié avec Charles Jones (en) et Darius Milhaud. Il a été directeur du Département de musique de l'Université de la Saskatchewan de 1952 à 1966, et pendant quatre années, il a été chef d'orchestre de l'Orchestre symphonique de Saskatoon (en). Il devient alors compositeur en résidence jusqu'en 1972, la première position de ce type jamais créée dans une université canadienne. Parmi ses élèves, on trouve des compositeurs comme Boyd McDonald, Paul Pedersen, Rodney Sharman et Timothy Williams, et le violoniste Andrew Dawes. En 1972, il se retire à Victoria où il a commencé à composer plus de la moitié de ses 130 compositions.
Adaskin perdu sa première femme en 1988, pour ensuite se remarier à une femme du nom de Dorothée, qui l'a aidé pour l'enregistrement de certains morceaux sur leur propre label. Il est mort en 2002, juste avant la sortie de deux CD d'une collection de cinq disques à la mémoire de celle-là. Il est le frère de Harry Adaskin (en), Leslie Adaskin et John Adaskin.
Le 15 décembre, 1980, il a reçu l'Ordre du Canada. Le 8 avril 1981, Adaskin a été promu Officier de l'Ordre du Canada.

## Œuvres
- Epitaph pour voix et piano (1948)
- March No.1 pour orchestre (1950)
- Sonata pour Piano (1950)
- Sonatine Baroque pour violon solo (1952) or alto solo (1999)
- March No.2 pour orchestre (1953, revised 1962)
- Rondino pour neuf instruments (1961)
- Dedication (1963)
- Daydreams pour alto saxophone et piano (1971)
- Quintette à vent No.1 (1974)
- Rankin Inlet pour deux pianos (1978)
- Eskimo Melodies pour piano (1980)
- March No.3 pour orchestre (1981)
- Vocalise No.1 pour alto seul (1990)
- Concerto No.1 pour alto et orchestre (1991)
- Three Piano Pieces (Savannah, Gretchen, et Étude No. 1), pour Piano (1992)
- Concerto No.2 pour alto et orchestre (1995)
- String Quintet (1995)
- Duo pour alto et guitare (1996)
- Vocalise No.2 pour alto seul (1996)
- Divertimento No.9 pour trio à cordes (1998)
- Duo pour alto et piano (1999)
- Finki, Where Are You? pour 2 altos (2000)
- Musica Victoria (2000)